# Radul
Radul (în ucraineană Радуль) este o așezare de tip urban din raionul Ripkî, regiunea Cernihiv, Ucraina. În afara localității principale, mai cuprinde și satele Korcevea, Lopatni, Novosilkî și Peredil.

## Demografie
Componența lingvistică a așezării de tip urban Radul
     Rusă (82,81%)
     Ucraineană (16,56%)
     Alte limbi (0,63%)
Conform recensământului din 2001, majoritatea populației așezării de tip urban Radul era vorbitoare de rusă (82,81%), existând în minoritate și vorbitori de ucraineană (16,56%).